# Marktplatz (Reisbach)

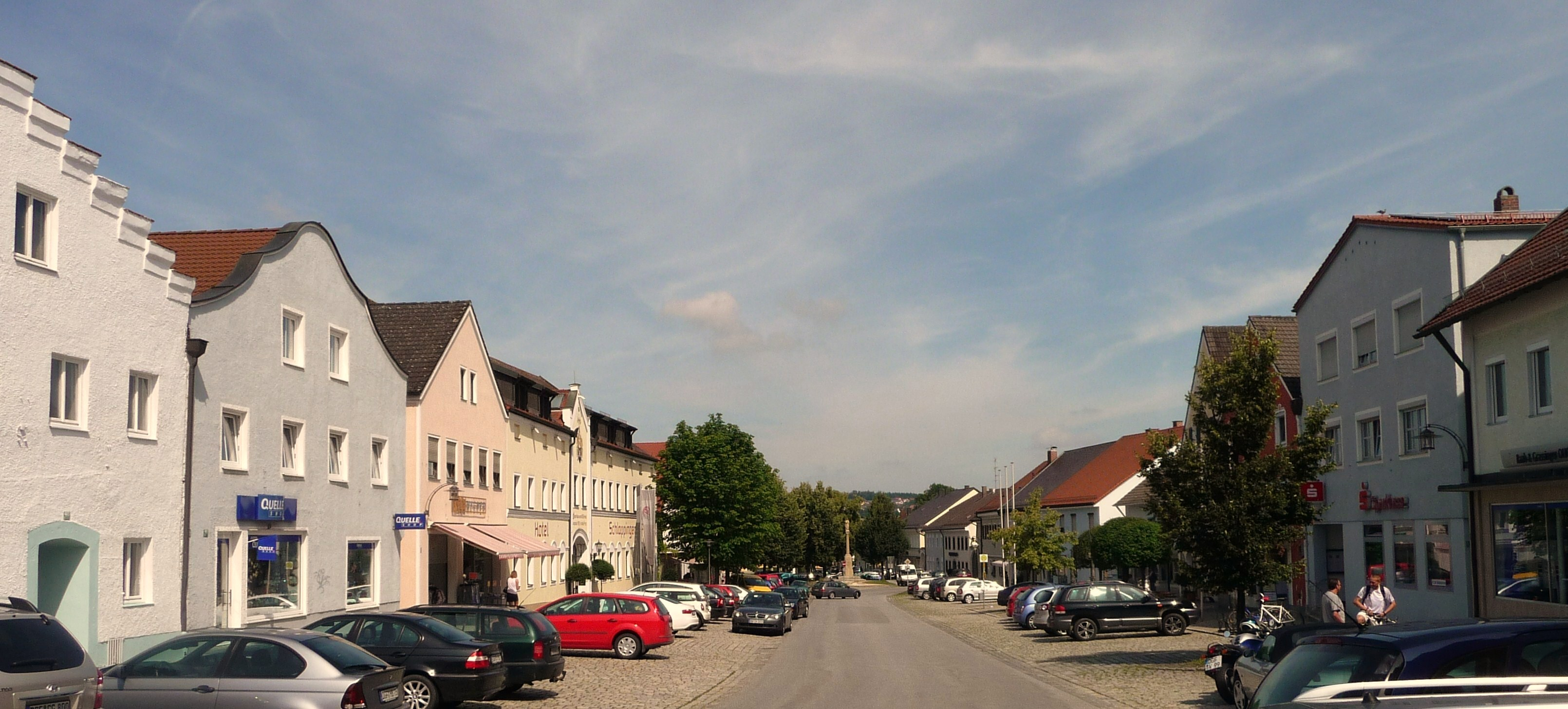
Marktplatz in Reisbach

Der Marktplatz in Reisbach, einem Markt im niederbayerischen Landkreis Dingolfing-Landau, ist ein geschütztes Bauensemble nach dem bayerischen Denkmalgesetz.

## Geschichte
Eine Befestigung des 760 erstmals erwähnten und 1445 mit Marktrecht ausgestatteten Ortes, der an der Vils liegt, wurde begonnen, aber nicht vollendet.

## Beschreibung
An der südlichen, zum Fluss sanft abfallenden Hangseite des Vilstales liegt in ungewöhnlicher Längenerstreckung der Marktplatz, den die Straße nach Frontenhausen und Dingolfing durchzieht. Die Ostflanke der Straße führt nach Vilshofen. Die südliche und nördliche Stirnseite des Platzes besetzen zwei Kirchen, die gotische Pfarrkirche St. Michael und die im Kern ebenfalls gotische Salvatorkirche. Die Wallfahrtsseelsorge an der Salvatorkirche nahmen von 1901 bis 1971 Minoriten vom benachbarten Kloster (Dingolfinger Straße 1) aus wahr.    
Nach Bränden in den Jahren 1659, 1719 und 1746 hat das letzte Feuer 1835 vor allem die Giebelhäuser nördlich der Einmündung der Landauer Straße in Mitleidenschaft gezogen. Sie wurden überwiegend als Traufseithäuser, an der östlichen Platzseite auch mit Halb- und Vollwalm wiedererrichtet. Der weitgehend geschlossenen Häuserzeile auf der Westseite stehen im Osten zu Gruppen gefasste oder einzeln angeordnete Häuser gegenüber, die von Torbogenmauern verbunden werden. Die Häuser an der Südseite orientieren sich in der Fassadengestaltung mit Treppengiebeln an der Pfarrkirche.
Auf dem Marktplatz steht eine Mariensäule aus dem Jahr 1845 und ein Kriegerdenkmal mit Löwenfigur.

## Einzelne Baudenkmäler
- Marktplatz 2: Katholische Wallfahrtskirche St. Salvator
- Marktplatz 18: Wohnhaus, zweigeschossiger Traufseitbau mit Satteldach und Putzgliederung, erste Hälfte des 19. Jahrhunderts
- Marktplatz 25: Wohnhaus, zweigeschossiger Traufseitbau mit Halbwalmdach, im Kern spätgotisch
- Marktplatz 35: Wohn- und Geschäftshaus, zweigeschossiger Traufseitbau mit Satteldach, im Kern spätgotisch, ehemals bezeichnet mit der Jahreszahl 1559
- Marktplatz 40/42: Gasthof, zweieinhalbgeschossiger Traufseitbau mit Giebel über ehemaliger Toreinfahrt, im Kern 1693, Mitte des 19. Jahrhunderts mit ehemaligem Landrichterhaus (Marktplatz 42), im Kern 15./16. Jahrhundert, zu einer gemeinsamen Fassade zusammengefügt, jetzt bauliche Einheit
- Marktplatz 48: Ehemaliges Gasthaus, zweigeschossiger Satteldachbau mit Staffelgiebel und schräger Mauerabstützung, im Kern 15./16. Jahrhundert, Überformungen im 19. Jahrhundert

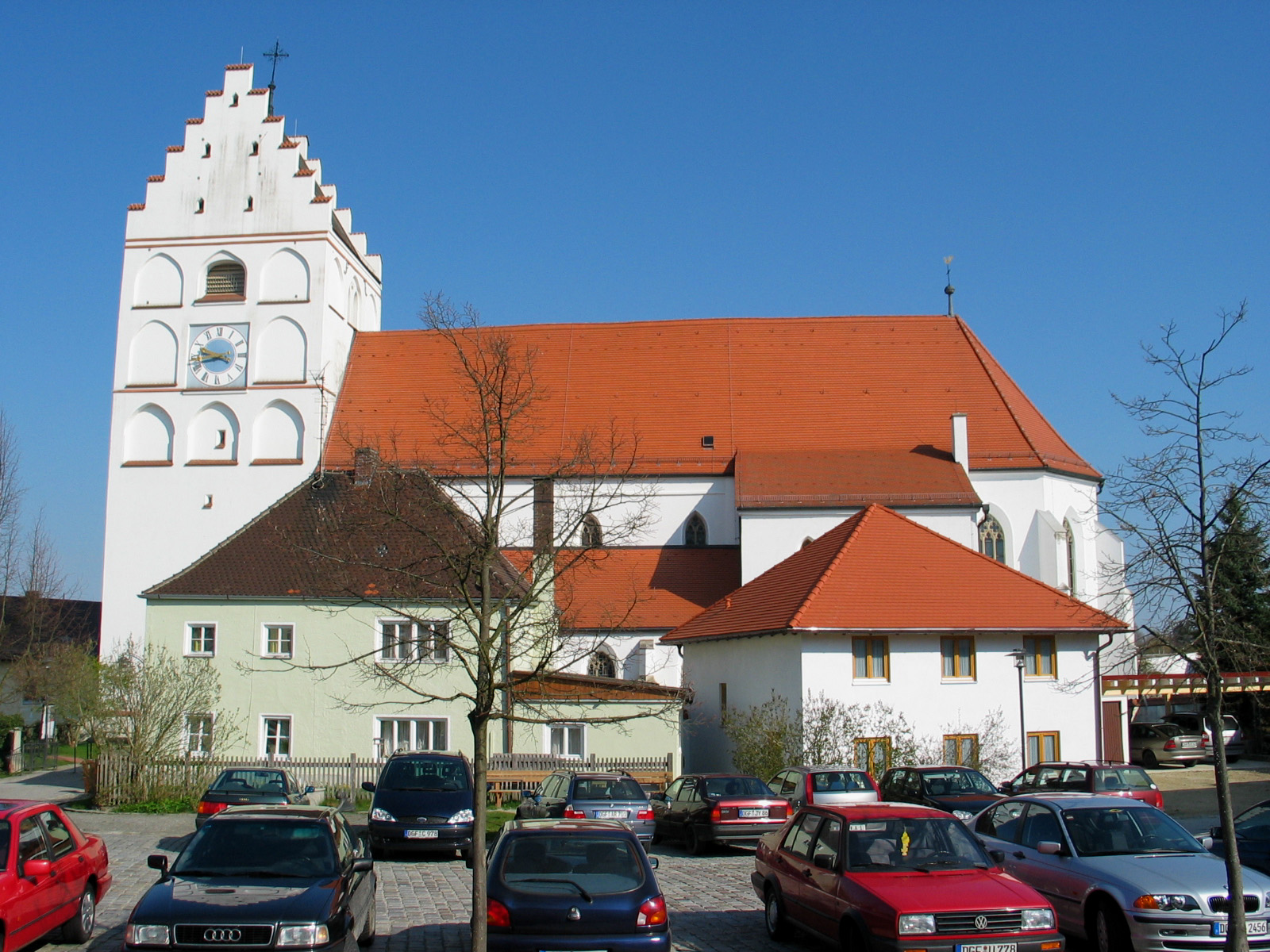
Pfarrkirche St. Michael
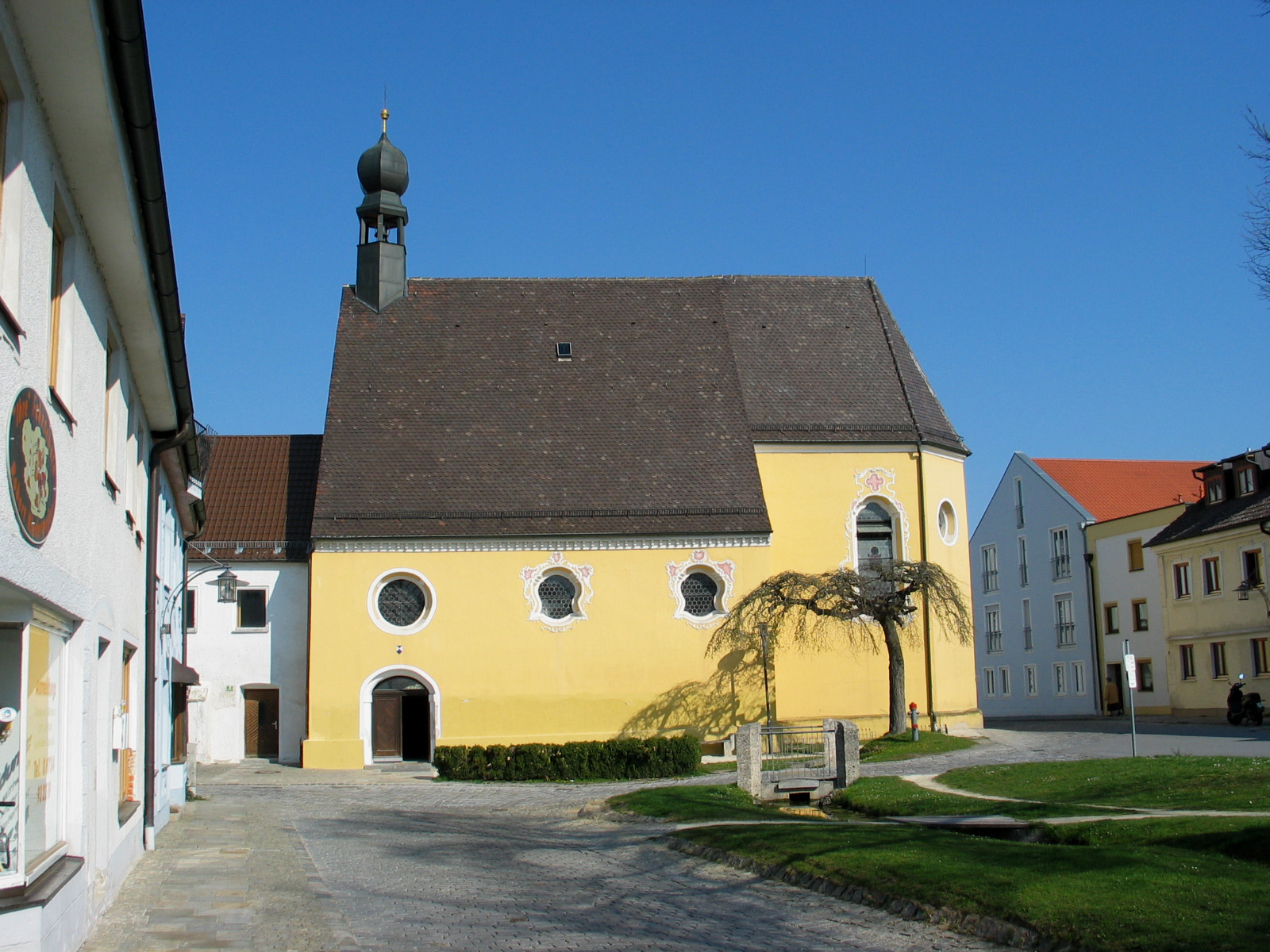
Wallfahrtskirche St. Salvator